# Partido di Florencio Varela
Il partido di Florencio Varela è un dipartimento (partido) dell'Argentina facente parte della Provincia di Buenos Aires. Il capoluogo è Florencio Varela. Si tratta di uno dei 24 partidos che compongono la cosiddetta "Grande Buenos Aires".

## Geografia antropica

### Suddivisioni amministrative
Il partido di Florencio Varela è composto da 10 località:
| Località                   | Popolazione (2001) |
| -------------------------- | ------------------ |
| Bosques                    | 51.663             |
| Estanislao Severo Zeballos | 20.967             |
| Florencio Varela           | 120.678            |
| Gobernador Julio A. Costa  | 49.291             |
| Ingeniero Juan Allan       | 26.602             |
| La Capilla                 | 5.499              |
| Villa Brown                | 6.034              |
| Villa San Luis             | 10.234             |
| Villa Santa Rosa           | 22.017             |
| Villa Vatteone             | 35.985             |